# Christiane Schönefeld
Christiane Schönefeld (* 11. Juli 1957 in Lüdenscheid) ist eine deutsche Juristin. Sie war vom  1. Oktober 2019 bis zum 30. September 2022 Vorstandsmitglied der Bundesagentur für Arbeit in Nürnberg. Zuvor war sie von 1995 an Direktorin des Arbeitsamtes in Duisburg, von 1999 an Vizepräsidentin des Landesarbeitsamtes Nordrhein-Westfalen und von 2004 an Vorsitzende der Geschäftsführung der Regionaldirektion Nordrhein-Westfalen.

## Leben
Nach dem Abitur in Düsseldorf studierte Schönefeld in Köln Rechtswissenschaften. Nach dem Abschluss des 2. Staatsexamens begann Schönefeld 1986 ihre Tätigkeit bei der damaligen Bundesanstalt für Arbeit.
Von 1995 bis 1999 war sie Direktorin des Arbeitsamtes in Duisburg, anschließend wurde sie Vizepräsidentin des Landesarbeitsamtes Nordrhein-Westfalen der Bundesanstalt für Arbeit. Nachdem zum 1. Januar 2004 mit Inkrafttreten der so genannten Hartz-I- und Hartz-II-Gesetze (formal: Erstes und Zweites Gesetz für moderne Dienstleistungen am Arbeitsmarkt) aus der Bundesanstalt die „Bundesagentur für Arbeit“ und aus dem „Landesarbeitsamt“ die „Regionaldirektion Nordrhein-Westfalen der Bundesagentur für Arbeit“ wurden, übernahm Schönefeld als Vorsitzende der Geschäftsführung im selben Jahr deren Leitung.
2004 war sie für die SPD Mitglied der 12. Bundesversammlung.
In die Amtszeit von Christiane Schönefeld fallen neben der Zusammenführung von Arbeitslosen- und Sozialhilfe zum Arbeitslosengeld II (umgangssprachlich „Hartz IV“) auch die Bewältigung des Strukturwandels in Nordrhein-Westfalen, insbesondere die arbeitsmarktpolitischen Folgen der Deindustrialisierung im Ruhrgebiet.
Schönefeld war außerdem von August 2018 bis Januar 2019 Mitglied der Kommission der Bundesregierung „Wachstum, Strukturwandel und Beschäftigung“ (sog. „Kohlekommission“).
Am 7. August 2019 wurde Christiane Schönefeld von der Arbeitgebergruppe im Verwaltungsrat der Bundesagentur für Arbeit in Nürnberg als neues Mitglied des Vorstandes vorgeschlagen, am 29. August 2019 durch den Verwaltungsrat gewählt und am 25. September 2019 ernannt. Das Amt hatte sie bis zum 30. September 2022 inne, ihr folgte Katrin Krömer nach.
Sie ist seit 2019 Vorsitzende der Mindestlohnkommission. Aufmerksamkeit erhielt sie in dieser Funktion, als die Mindestlohnkommission im Jahr 2023 erstmals den Mindestlohn bei Stimmengleichheit durch Parteinahme der Vorsitzenden für die Arbeitgeberposition festgesetzte, was von der Arbeitnehmerseite als Affront empfunden wurde.

## Privates
Christiane Schönefeld hat zwei Töchter und lebt in Düsseldorf.